# Вулиця Околична (Львів)
Вулиця Околична — вулиця у Франківському районі міста Львова, у місцевості Вулька. Пролягає паралельно до вулиці Куликівської.

## Історія та забудова
Вулиця прокладена на початку 1930-х років, а 1933 року отримала назву Прондзінського, на честь Ігнація Прондзінського, дивізійного генерала військ Королівства Польського, одного з керівників листопадового повстання, під час німецької окупації, з 1943 року по липень 1944 року мала назву — Пуччініґассе, на честь італійського композитора Джакомо Пуччіні. У липні 1944 року повернута передвоєнна назва вулиці — Прондзінського. Сучасну назву Околична вулиця отримала у 1946 році.
Забудова вулиці Околичної — двоповерхова садибна, дев'ятиповерхова 1980-х років, десятиповерхова 2010-х років. Під № 10 односекційний десятиповерховий житловий комплекс «Panorama» з підземним паркінгом на шістнадцять паркомісць та гаражними боксами на два паркомісця, зведений у 2015 році будівельною компанією «Лев буд».  